# Srikakulam

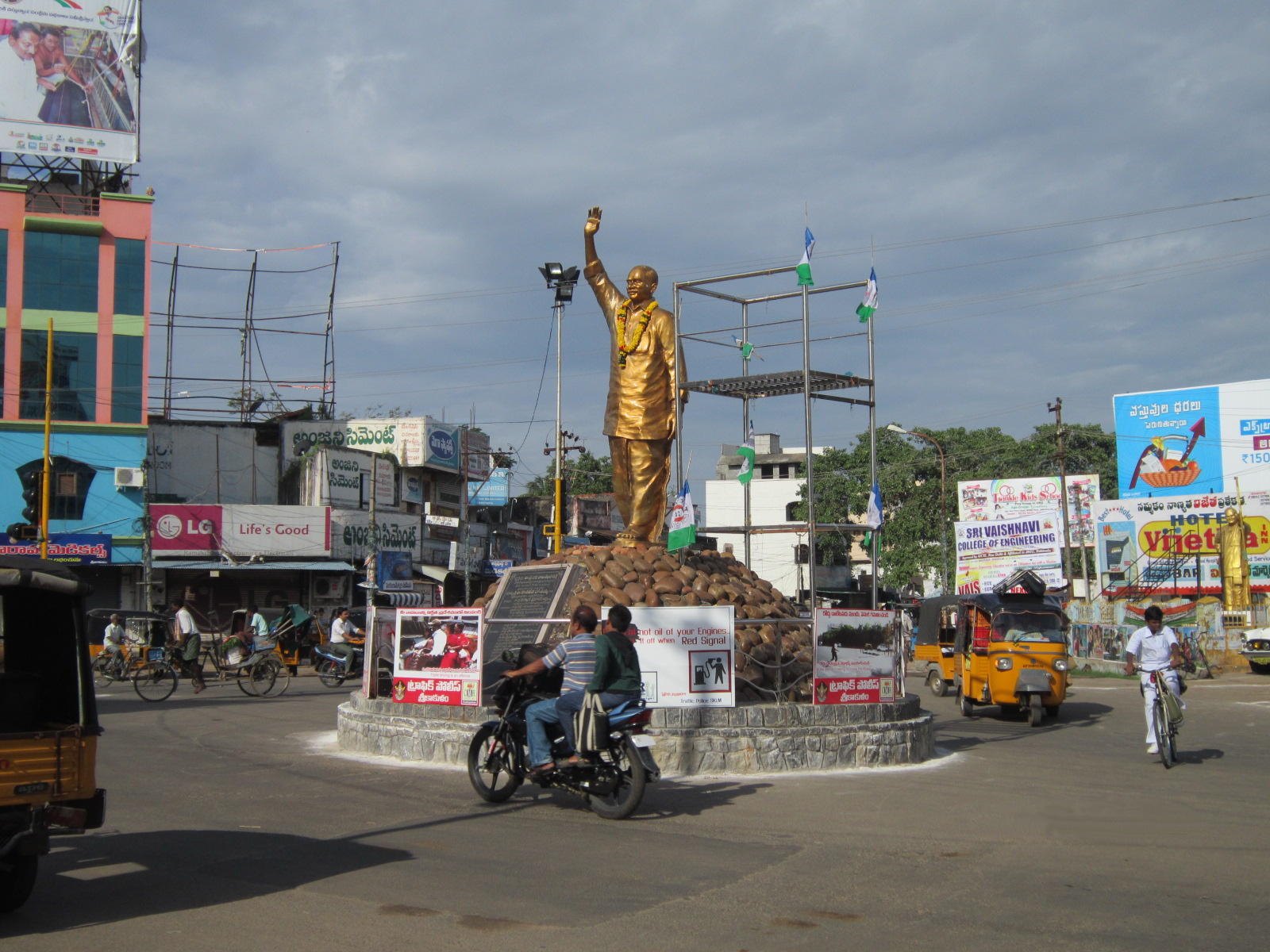
Vägkorsning i Srikakulam.

Srikakulam är en stad i den indiska delstaten Andhra Pradesh, och är administrativ huvudort för ett distrikt med samma namn. Folkmängden uppgick till 125 939 invånare vid folkräkningen 2011, med förorter 147 015 invånare.
Staden var förr huvudort för distriktet Ganjam, som dock efter en administrativ omorganisering 1 april 1936 flyttades från presidentskapet Madras (motsvarande nuvarande Andhra Pradesh) till Orissa. Staden ligger vid floden Nagavali, omkring sex kilometer från dess mynning i Bengaliska viken, 18° 75' nordlig bredd. Srikakulam var en blomstrande stad under muslimska väldet, men gick under senare halvan av 1800-talet mycket tillbaka, först genom nödåret 1866 och därefter genom flodens översvämning 1876. Staden hette Chicacole under brittiskt kolonialstyre.